# La Grande Lessive (!)
La Grande Lessive (!) is een Franse film van Jean-Pierre Mocky die werd uitgebracht in 1968.

## Verhaal
Armand Saint-Just, een leerkracht literatuur in een Parijse middelbare school, heeft het gehad met de negatieve invloed van de televisie op zijn leerlingen die te veel en te lang kijken. Hij kan het niet langer verdragen dat zij zich niet meer kunnen concentreren, apathisch reageren en zelfs in slaap vallen tijdens de les. 
Nadat hij de ouders tevergeefs gesmeekt heeft hun kinderen van de beeldhuis weg te houden besluit Saint-Just zelf iets aan de situatie te doen. Samen met een andere leraar en een anarchist beklimt hij de daken en maakt hij de antennes onklaar.

## Rolverdeling
| Acteur               | Personage                         |
| -------------------- | --------------------------------- |
| Bourvil              | Armand Saint-Just                 |
| Francis Blanche      | dokter Loupiac                    |
| Roland Dubillard     | Missenard                         |
| Jean Tissier         | Benjamin                          |
| Michael Lonsdale     | mijnheer Delaroque                |
| R. J. Chauffard      | commissaris Aiglefin              |
| Alix Mahieux         | mevrouw Delaroque                 |
| Marcel Pérès         | inspecteur Toilu                  |
| Jean-Claude Rémoleux | inspecteur Barbic                 |
| Jean Poiret          | Jean-Michel Lavalette             |
| Rudy Lenoir          | de baas van de technische agenten |
| Karyn Balm           | Mélanie                           |
| Philippe Castelli    | Tamanoir                          |
| Roger Legris         | vader Loupiac                     |
| Micha Bayard         | de conciërge                      |
| Renée Gardès         | de meid van de Delaroques         |